# Times Brasil
Times Brasil (também conhecido como Times Brasil, licenciado exclusivo CNBC) é uma rede de televisão aberta brasileira baseado em notícias de negócios e jornalismo tradicional. Inaugurado no dia 17 de novembro de 2024, opera no país através de produções próprias e licenciamentos de conteúdo da CNBC, sendo a primeira emissora a retransmitir conteúdo da CNBC na América do Sul. Sua sede localiza-se em São Paulo.
Operando via provedores de TV por assinatura, antenas parabólicas e serviços de streaming ao vivo no Brasil, além do próprio site. O canal é de propriedade do empresário brasileiro Douglas Tavolaro por meio do Times Brasil, em parceria com an Attention Economics do Reino Unido, em colaboração com a NBCUniversal. Tavolaro também é um dos fundadores da CNN Brasil.
A programação do Times Brasil leva 15 horas de programação ao vivo, das 7h às 22h, de segunda a sexta-feira, o restante da programação são de programas gravados localmente e enlatados da CNBC, em uma grade com 14 horas semanais de atrações de entretenimento com negócios.

## História

### Antecedentes
Em janeiro de 2019, o então vice-presidente de jornalismo da Record, Douglas Tavolaro anunciou sua saída da emissora para lançar no país a CNN Brasil, sendo a primeira franquia local da marca CNN, ficando à frente do projeto por dois anos, até sair em março de 2021.
Em seu acordo de saída da CNN Brasil, o executivo se submeteu a uma cláusula não concorrencial, comum entre cargos de alta-confiança que se desligam de empresas, que determinava seu afastamento de empresas de telejornalismo durante três anos. O acordo era válido até janeiro de 2024.

### Fundação do Times Brasil Media
Em março de 2024, foi anunciado que Tavolaro havia fechado um acordo com a NBC para trazer a CNBC ao país. O comunicado ao mercado foi divulgado no Brasil e no site oficial da CNBC dos Estados Unidos, em inglês, explicando o modelo da parceria. O acordo prevê a exploração da marca e do conteúdo da CNBC em território brasileiro, com exclusividade, na TV e nas plataformas digitais do Times Brasil. A empresa brasileira formada integra agora a rede CNBC, que está presente em mais de 80 países e é assistida diariamente por meio bilhão de pessoas todos os meses.
Nos primeiros dias após a sua estreia, em 18 de novembro, foi noticiado que o canal não era exatamente o mesmo modelo de licenciamento feito por Douglas junto a WarnerMedia, que deu origem a CNN Brasil, em março de 2020. No acordo de Tavolaro com a CNBC, o canal foi batizado de Times Brasil – Licenciado Exclusivo CNBC. A empresa divulgou que, apenas na primeira semana, produziu 78 horas de jornalismo ao vivo na TV, exibiu mais de 60 reportagens da CNBC na TV e no digital e mais 16 horas de entretenimento com negócios.

### Estreia
O lançamento do canal no dia 17 de novembro de 2024, foi marcado por varios problemas técnicos, anunciado inicialmente para estreia as 19h no digital e 20h na TV, o site apresentou varias instabilidades, houve também a falta da transmissão no youtube, o canal chegou a anunciar que seria recorde de emissoras na estreia com 41 contratos, porém no dia ficou apenas disponível no próprio site, na claro tv+ e no streaming Zapping

### Licenciamento de conteúdo
Anunciado inicialmente em 2023 como MSNBC e posteriormente em 2024 como "CNBC Brasil" o canal se apresentou na sua estreia como "Times Brasil - Licenciado Exclusivo CNBC" clarificando que se tratava de um licenciamento de conteúdo, similar ao grupo Globo licenciando conteúdo da BBC News.
Em 21 de novembro de 2024, o presidente da CNBC Internacional, Deep Beech, divulgou um vídeo comemorando a chegada inédita do canal de negócios no Brasil e desejando que a “parceria com o Times Brasil se estenda por um longo período de sucesso”.

### Evento de lançamento
No dia 1 de novembro de 2024, ocorreu a inauguração oficial do Times Brasil – Licenciado Exclusivo CNBC no Grand Hyatt em São Paulo, em uma cerimônia para 1.200 convidados. Estiveram presentes o vice-presidente da República, Geraldo Alckmin, o governador de São Paulo, Tarcísio Freitas, o presidente do Supremo Tribunal Federal, Luiz Roberto Barroso, seis ministros de Estado, a embaixadora dos Estados Unidos, dezenas de nomes da política e do Judiciário além de lideranças empresariais, executivos de marketing e do mercado publicitário, representantes da CNBC Internacional e mais de 80 jornalistas.
No discurso de inauguração, Douglas Tavolaro enfatizou que o novo canal de notícias “é editorialmente independente porque nasce, em sua estrutura societária, sem vínculo com nenhuma instituição financeira nem com nenhuma empresa de lobby político”.

## Equipe do Times Brasil
Anunciados em 2 de outubro de 2024:

### Âncoras
- Christiane Pelajo
- Fabio Turci
- Marcelo Favalli
- Marcelo Torres
- Natália Ariede
- Paula Monteiro
- Renan de Souza

### Apresentadores
- Carol Barcellos
- Marcus Buaiz
- Zeca Camargo
- Gustavo Sarti
- Rita Wu

## Controvérsia

### Entrevista a Douglas Tavolaro
O portal Notícias da TV publicou uma matéria horas antes da estreia do canal onde fez uma apresentação de Douglas Tavolaro, CEO do Times Brasil, e exibiu uma entrevista feita a ele pelo publisher Daniel Castro. Em uma das perguntas o jornalista referiu-se a Tavolaro como um outrora "rapaz gordinho, evangélico, meio excluído". Questionado se essa visão em sua autobiografia "enriqueceria sua história ainda mais", Tavolaro respondeu:
[É, mas] pra mim foi um negócio comum, acho que sou a mesma pessoa. Não consigo ver assim, não era uma coisa caricata, entendeu? Eu me via na faculdade como mais um estudante tentando ganhar a vida. Comecei na IstoÉ, depois no Estadão, no Diário Popular, aí eu fui para a Record. Fiz uma carreira tentando batalhar, sim. Mas não é uma coisa que me marcou como um complexo, um trauma, ou que me deixou a sensação de ter sido excluído. Não era a minha imagem. Não é uma coisa que me causou nenhum complexo de inferioridade.
O jornalista também comentou o que achou da sua ex-empresa CNN Brasil ter montado um canal de negócios:
Concorrência, né? Todo mundo diz isso, mas concorrência é sempre bem-vinda. Eu, quando falo da CNN, falo meio como pai da CNN, porque realmente o projeto nasceu de um PowerPoint no meu computador. Então, fico feliz de ver a CNN fazendo novos investimentos.